# Obregón la Loma
Obregón la Loma är en ort i Mexiko.   Den ligger i kommunen Tumbalá och delstaten Chiapas, i den sydöstra delen av landet, 800 km öster om huvudstaden Mexico City. Obregón la Loma ligger 1 193 meter över havet och antalet invånare är 188.
Terrängen runt Obregón la Loma är kuperad söderut, men norrut är den bergig. Runt Obregón la Loma är det ganska tätbefolkat, med 149 invånare per kvadratkilometer. Närmaste större samhälle är Yajalón, 16,2 km söder om Obregón la Loma. I omgivningarna runt Obregón la Loma växer i huvudsak städsegrön lövskog.